# Landgericht Leipzig

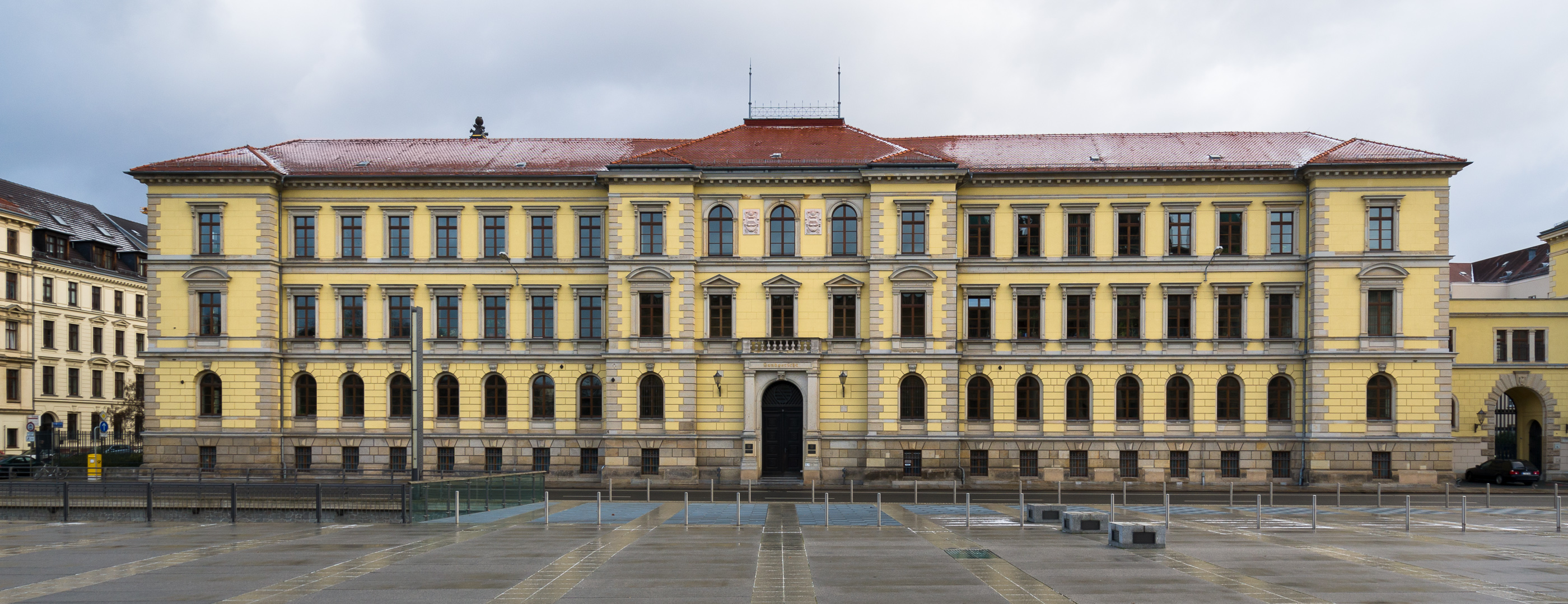
Hauptgebäude in der Harkortstraße (2013)

Das Landgericht Leipzig ist ein Gericht der ordentlichen Gerichtsbarkeit des Bundeslandes Sachsen.

## Gerichtssitz und -bezirk
Der Sitz des Landgerichtes ist Leipzig. Der Gerichtsbezirk entspricht den Gerichtsbezirken der Amtsgerichte Leipzig, Borna, Eilenburg, Grimma und Torgau.

## Gerichtsgebäude
Das Landgericht Leipzig ist in der Harkortstraße 9 (Sitz der 1.–8., 10.–14., 16. und 17. Strafkammer, Strafvollstreckungskammer, Rehabilitierungskammer, 17. Zivilkammer) und Harkortstraße 11/13 (Sitz der 3.–9. Zivilkammer, 9. und 15. Strafkammer), 04107 Leipzig untergebracht.
Es hat Außenstellen in der Bernhard-Göring-Straße 64, 04275 Leipzig im Gebäude des Amtsgerichtes Leipzig (Sitz der 1., 2. und 6. Zivilkammer und der Kammern für Handelssachen) und in der Kantstraße 14, 04275 Leipzig (Sozialer Dienst).

## Über- und nachgeordnete Gerichte
Dem Landgericht Leipzig sind das Oberlandesgericht Dresden und sodann der Bundesgerichtshof (speziell für Strafrecht dessen 5. Strafsenat in Leipzig) übergeordnet. Nachgeordnet sind die Amtsgerichte Borna, Eilenburg, Grimma und Torgau. Das Amtsgericht Leipzig steht zwar im Instanzenzug unter dem Landgericht Leipzig, ist aber als Präsidialgericht in seiner Verwaltung unmittelbar dem Oberlandesgericht Dresden unterstellt.

## Organisation
Präsident des Landgerichtes Leipzig ist Kai Deusing. Derzeit gibt es am Landgericht Leipzig 17 Strafkammern, eine Strafvollstreckungskammer, je eine auswärtige Strafvollstreckungskammer mit Sitz in Borna und Torgau, eine Rehabilitierungskammer, zehn Zivilkammern und drei Kammern für Handelssachen. Das Landgericht Leipzig hat 472 Mitarbeiter, davon 75 Richter (Stand 31. März 2020).  Es ist damit das größte Landgericht in den östlichen Bundesländern.

## Geschichte

Zweiter Sitz des königlich-sächsischen Landgerichtes Leipzig (1908)

Mit dem Gesetz, die höheren Justizbehörden und den Instanzenzug in Justizsachen betreffend vom 28. Januar 1835 wurden die sächsischen Ober- und Mittelgerichte neu organisiert. An der Spitze des Instanzenzugs stand nun das neu gebildete Königliche Oberappellationsgericht Dresden. Darunter waren mehrere Appellationsgerichte angesiedelt. Deren Sprengel beschrieb die Ausführungsverordnung vom 28. März 1835. Das neu geschaffene Appellationsgericht Leipzig war für den Leipziger Kreis einschließlich der Schönburgschen Lehnsherrschaften Penig, Rochsburg und Wechselburg, das Amt Oschatz und das Amt Nossen zuständig. Mit dem Inkrafttreten des deutschen Gerichtsverfassungsgesetzes am 1. Oktober 1879 wurde die reichsweit einheitliche Gerichtsstruktur umgesetzt. Das Oberappellationsgericht Dresden wurde in das Oberlandesgericht Dresden mit Sitz in Dresden umgewandelt. Es war für das ganze Königreich Sachsen zuständig. Die Appellationsgerichte wurden aufgelöst. Stattdessen wurden sieben Landgerichte, darunter das Landgericht Leipzig, geschaffen. Diesem waren folgende 15 Amtsgerichte zugeordnet: Amtsgericht Borna, Amtsgericht Colditz, Amtsgericht Frohburg, Amtsgericht Geithain, Amtsgericht Grimma, Amtsgericht Leipzig, Amtsgericht Leisnig, Amtsgericht Markranstädt, Amtsgericht Mügeln, Amtsgericht Oschatz, Amtsgericht Pegau, Amtsgericht Strehla, Amtsgericht Taucha, Amtsgericht Wurzen und Amtsgericht Zwenkau.
Das Hauptgebäude in der Harkortstraße wurde 1876–1878 erbaut. Hier tagten anfangs die Handels- und Zivilkammern. Die Strafkammern waren im Gebäude des heutigen Amtsgerichtes Leipzig untergebracht, das als zweiter Sitz des königlich-sächsischen Landgerichtes Leipzig 1902–1906 erbaut wurde. Nach dem Zweiten Weltkrieg arbeitete das Landgericht Leipzig im Gegensatz zu den meisten Behörden als Organisation wenig verändert weiter. Im Laufe des Krieges waren jedoch einige Amtsgerichte aufgehoben oder in Zweigstellen umgewandelt worden. Damit bestanden im Gerichtsbezirk zum 1. Juli 1947 folgende Amtsgerichte: Borna, Colditz (Z), Geithain (Z), Grimma, Bad Lausick (Z), Leipzig, Markranstädt (G), Mügeln (Bez. Leipzig) (G), Oschatz, Pegau, Rötha, Wurzen und  Zwenkau (G) (Z = Zweigstelle, G = auf Gerichtstage begrenzt).
Im Jahr 1952 wurden die Landgerichte im Gebiet der DDR aufgehoben und die Gerichtsbarkeit durch die Errichtung von Kreis- und Bezirksgerichten neu organisiert. Das Bezirksgericht Leipzig bestand bis 1992. Am 1. Januar 1993 wurde das Landgericht Leipzig wieder eingerichtet. Es ging aus dem Bezirksgericht hervor.